# Liste des interstates en Oklahoma
Les Interstates en Oklahoma font partie du réseau des autoroutes inter-états et sont entretenues par le Oklahoma Department of Transportation (ODOT). L'État compte trois autoroutes principales et six auxiliaires.

## Liste des autoroutes principales
| Numéro | Longueur (mi) | Longueur (km) | Terminus sud / ouest                                            | Terminus nord / est                                 | Créée | Notes                                                                      |
| ------ | ------------- | ------------- | --------------------------------------------------------------- | --------------------------------------------------- | ----- | -------------------------------------------------------------------------- |
| I-35   | 235,96        | 379,74        | I-35 / US 77 à la frontière du Texas près de Thackerville       | I-35 à la frontière du Kansas près de Braman        | 1971  |                                                                            |
| I-40   | 331,00        | 533,00        | I-40 à la frontière du Texas à Texola                           | I-40 à la frontière de l'Arkansas près de Roland    | 1959  |                                                                            |
| I-44   | 328,53        | 528,72        | I-44 / US 277 / US 281 à la frontière du Texas près de Randlett | I-44 à la frontière du Missouri près de Joplin, Mo. | 1964  | Emprunte le H. E. Bailey Turnpike, Turner Turnpike et Will Rogers Turnpike |
|        |               |               |                                                                 |                                                     |       |                                                                            |

## Liste des autoroutes auxiliaires
| Numéro | Longueur (mi) | Longueur (km) | Terminus sud / ouest                         | Terminus nord / est              | Créée | Notes                                                              |
| ------ | ------------- | ------------- | -------------------------------------------- | -------------------------------- | ----- | ------------------------------------------------------------------ |
| I-235  | 5,36          | 8,63          | I-35 / I-40 / US 77 / US 270 à Oklahoma City | I-44 / US 77 à Oklahoma City     | 1976  |                                                                    |
| I-240  | 16.22         | 26.10         | I-44 à Oklahoma City                         | I-40 à Oklahoma City             | 1965  |                                                                    |
| I-244  | 15,75         | 25,35         | I-44 / SH-66 à Tulsa                         | I-44 / US 412 / SH-66 à Tulsa    | 1967  |                                                                    |
| I-335  | 19,60         | 31,50         | I-40 près d'Oklahoma City                    | I-44 à Luther                    | 2024  | Renumérotation du Kickapoo Turnpike; sera prolongée jusqu'à l'I-35 |
| I-344  | 29,40         | 47,30         | SH-152 près d'Oklahoma City                  | I-35 / I-44 près d'Oklahoma City | 2024  | Renumérotation du John Kilpatrick Turnpike                         |
| I-444  | 2,51          | 4,04          | I-244 / US 64 / SH-51 à Tulsa                | I-244 / US 75 à Tulsa            | —     | Autoroute non-indiquée                                             |
|        |               |               |                                              |                                  |       |                                                                    |